# 希臘左巴
《希臘左巴》是希臘作家卡山札基的小說，1946年出版。

## 概要
描寫左巴和英國人K君在克里特島上的生活。1964年，改編為同名電影。